# Pablo Amílcar Sandoval
Pablo Amílcar Sandoval Ballesteros (Ciudad de México, 2 de julio de 1974) es un político, economista y activista mexicano, miembro del partido Morena. Es hijo del político Pablo Sandoval Ramírez e Irma del Cármen Ballesteros Corona y nieto del luchador social Pablo Sandoval Cruz y hermano de Irma Eréndira Sandoval.
Fue diputado local en la LXII Legislatura al H. Congreso del Estado de Guerrero del 1 de septiembre al 4 de diciembre de 2018, en la que fue Coordinandor del Grupo Parlamentario de Morena y Presidente de la Junta de Coordinación Política. Posteriormenté fungió como coordinador estatal de los programas para desarrollo en el Estado de Guerrero del 2 de diciembre de 2018 al 31 de octubre de 2020 y fue diputado federal a la LXV Legislatura de la Cámara de Diputados, por el Distrito 4 de Guerrero.

## Trayectoria

### Carrera educativa
Es economista egresado de la Universidad Nacional Autónoma de México.  

### Carrera política
Inicio su trayectoria política formalmente en el Partido de la Revolución Democrática, de cuya dirección nacional llegó a ser miembro, fungiendo como secretario de organización nacional. En el sector público, Sandoval Ballesteros se ha desempeñado como director de Control y Evaluación en el Gobierno del Distrito Federal y formó parte del Consejo de Asesores de Andrés Manuel López Obrador en 2003, cuando éste era jefe de Gobierno. Fue delegado nacional del CEN del PRD en la campaña para el gobierno de Guerrero y el estado de México en 2005. Durante la campaña presidencial de 2006, fue coordinador de Andrés Manuel López Obrador para el estado de Guerrero, y en 2012 se integró a la Coordinación Nacional de Atención a Organizaciones Civiles además funda y dirige la Organización "Todos Contamos" primera organización de observación ciudadana que estuvo en litigio contra partidos políticos mexicanos por ocultar propaganda electoral, siendo el resultado del mismo dos multas impuestas por las autoridades electorales. Ha sido también relevante su participación en el caso de la desaparición forzada en Iguala. Participante en movimientos ciudadanos contra la violencia en el país con el Colectivo “No más Sangre” y la iniciativa ciudadana de la promoción del “Juicio a Calderón” en la Corte Penal Internacional. En 2014 Sandoval hace efectiva su renuncia al Partido de la Revolución Democrática, posteriormente se une a Morena.

### Candidato a gobernador de Guerrero elecciones de 2015
El 14 de diciembre de 2014 fue elegido promotor de la soberanía nacional de Morena en Guerrero. Por el Movimiento de Regeneración Nacional (Morena), dirigido entonces por Andrés Manuel López Obrador. El 2 de febrero de 2015 la dirigencia estatal MORENA en Guerrero presentó a Sandoval Ballesteros como su aspirante a la gubernatura del estado. En las elecciones del 7 junio Sandoval como candidato a gobernador obtuvo el 2.77% de los sufragios quedando en quinto lugar. Posteriormente fungió como Presidente del Comité Ejecutivo Estatal de Morena en el Estado de Guerrero de 2015-2018.

#### Diputado local del Congreso del Estado de Guerrero
Durante las elecciones federales de 2018 en Guerrero, Sandoval fue elegido diputado local plurinominal para la  LXII Legislatura al H. Congreso del Estado de Guerrero, llegando a ser el coordinador del grupo parlamentario de Morena en el congreso local y Presidente de la Junta de Coordinación Política de la cámara.

### Coordinador Estatal de los Programas de Desarrollo de Guerrero
El 2 de diciembre de 2018 Pablo Amílcar Sandoval fue designado por el presidente López Obrador como  Coordinador Estatal de los Programas de Desarrollo en Guerrero, puesto que desempeñó hasta el 31 de octubre de 2020, cuando solicitó licencia indefinida para poder registrarse como precandidato a gobernador de Guerrero en las elecciones de junio de 2021 por el Movimiento Regeneración Nacional.

### Precandidato a gobernador de Guerrero elecciones de 2021
En noviembre de 2020, Sandoval confirmó públicamente su intención de ser, por segunda ocasión, candidato a gobernador de Guerrero por su partido. A medida que se desarrolló el proceso interno de Morena sobre la selección del candidato a la gubernatura, en febrero de 2021 se confirmó como ganador de la encuesta al senador Félix Salgado Macedonio. En marzo de 2021 tras la decisión de Morena de revocar la candidatura de Félix Salgado Macedonio, la Comisión Nacional de Justicia y Honestidad insto a la Comisión Nacional de Elecciones repetir la encuesta de la selección del candidato a la gubernatura. 